# Чуйський землетрус
Чу́йський землетру́с 2003 ро́ку (рос. Чу́йское землетрясе́ние 2003 го́да) — відбувся на Алтаї, недалеко від села Кош-Агач. Головний удар 27 вересня 2003 року в 18:33. За подальшу добу сейсмостанції зареєстрували ще близько 140 сейсмічних поштовхів (афтершоків) найсильніший з яких був відмічений в ніч на 28 вересня в 1 годину 52 хвилини.
Магнітуда головного поштовху — 7,3. Гіпоцентр землетрусу знаходився на глибині 14,8 км.
Координати епіцентру — 50°08′ пн. ш. 87°48′ сх. д. / 50.133° пн. ш. 87.800° сх. д.
У зоні землетрусу відбулися численні обвали, утворилися зяючі тріщини. У Республіці Алтай було пошкоджено 1 889 житлових будинків, в яких проживало понад 7 000 осіб, а також 25 шкіл, 16 лікарень, 7 котельних. Практично повністю було зруйновано селище Бельтір.
Серйозні пошкодження отримали дорожнє полотно і інженерні споруди Чуйського тракту.
У Алтайському краї землетрус викликав пошкодження висотних споруд: димарів, водонапірних башт, опор ліній електропередач, частину з яких зажадали зносу або серйозного ремонту.
Відомостей про серйозні руйнування будинків і інших будівель в Алтайському краю немає. У теж час багато споруд в Алтайському краї отримали тріщини і невеликі зсуви перекриттів і сходових маршів, в будівлях обсипалася штукатурка.
Під час афтершоку, який був 1 жовтня в Барнаулі, відбувся обвал берега річки Пивоварки.
У Бійські через сейсмічні поштовхи відбулося руйнування заземляючого фідера на підстанції «Сєверо-Западна», внаслідок чого в електромережі виник перекіс фаз, що привело до масового виходу з ладу електроприладів в будинках і в організаціях.
У Таштаголі лопнули стіни одного панельного будинку.
Землетрус відчувався на відстані понад 1 000 км від епіцентра. Зокрема, в Новосибірську інтенсивність головного поштовху досягала 4 балів.

## Марновірства і домисли
Корінні жителі Республіки Алтай звинувачують в Чуйському землетруси т. зв. «Алтайську принцесу», виявлену російськими археологами на плоскогір'ї Укок в районі кордону з Китаєм в 1993 році. Зараз вона зберігається в музеї Інституту археології і етнографії Сибірського відділення РАН, в Новосибірську.